# کیرشدورف ان در ایلر
کیرشدورف ان در ایلر (به آلمانی: Kirchdorf an der Iller) یک شهر در آلمان است که در Biberach واقع شده‌است. کیرشدورف ان در ایلر ۳٬۵۶۴ نفر جمعیت دارد.